# Виниус, Андрей Денисович
Андрей Денисович Виниус (нидерл. Andries Dionyszoon Winius; 1605, Амстердам, графство Голландия — 1662, Русское царство) — российский купец, заводчик и дипломат голландского происхождения. Основал в правление царя Михаила Фёдоровича первые чугуноплавильные, железоделательные и оружейные заводы близ Тулы. Отец государственного деятеля и сподвижника Петра I Андрея Андреевича Виниуса.

## Биография
Родился в Амстердаме в 1605 году. В 1627 году начал торговать с Русским государством через Архангельск. Первоначально вывозил из России зерно, однако в 1632 году, после обнаружения под Тулой «доброй руды», приобрёл право на построение там железоделательного завода, обязавшись «учить государевых людей всякому железному делу», а также поставлять пушки и железо в казну по назначенной цене. В 1637 году на реке Тулица в 15 км от Тулы был построен Верхне-Тульский чугуноплавильный завод, позже Нижне-Тульский завод. Благодаря Виниусу, у России появился доступ к более дешёвому железу и отпала необходимость покупать его по высокой цене у шведов (более того, впоследствии Россия, до того по сути не имевшая собственной металлургической промышленности, вышла в лидеры и стала ведущим мировым экспортёром в сфере чёрной металлургии в XVIII веке, пока её не опередила в этом Англия в эпоху промышленной революции). Излишек Виниус имел право продавать за границу.
Партнёром Виниуса по построению тульских заводов был Пётр Марселис. Современники считали Виниуса одним из советников боярина Морозова, иностранцы приписывали его влиянию принятые при Морозове стеснительные меры по отношению к торговле иностранцев в России. Позднее Виниус построил железоделательный завод в Шенкурском уезде на реке Ваге.
В 1648 году вышел из железоделательного промысла и до 1654 года имел монополию на производство и продажу дёгтя в бассейнах Северной Двины и Сухоны. В 1652 году Виниус перешёл в русское подданство, принял православие и был зачислен в московское дворянство. В 1653 году был послан царём Алексеем Михайловичем в Нидерланды для покупки оружия и шерстяных тканей для пошития военной формы, а также для вербовки военных специалистов на службу в русскую армию. Впоследствии Виниус выполнял дипломатические миссии русского правительства в Голландии, Италии и Германии.

## Память
Виниусу была посвящена Тульская международная Велоночь с 13 на 14 августа 2016 года. В прямой трансляции Нашего радио историк Игорь Юркин рассказывал о роли Виниуса для рождения промышленности и военно-промышленного комплекса России. В рамках Велоночи был открыт мемориальный знак на фасаде Тульского оружейного завода в память о том, как 380 лет назад мануфактура Виниуса дала первые пуды железа.